# Nadine Rentel
Nadine Rentel (* 1976 in Düsseldorf) ist eine deutsche Romanistin.

## Leben und Wirken
Rentel studierte von 1996 bis 2000 Romanistik (Französisch und Italienisch) und Computerlinguistik an der Universität Duisburg. Anschließend arbeitete sie als wissenschaftliche Mitarbeiterin an der Universität Duisburg-Essen und wurde 2004 bei Bernd Spillner mit einer Arbeit zu Sprache-Bild-Relationen in der französischen Anzeigenwerbung promoviert. Diese Arbeit wurde mit dem Preis der Duisburger Universitätsgesellschaft prämiert.
Von 2006 bis 2010 war Rentel als DAAD-Lektorin an der Université de Franche-Comté in Besançon und an der Université de Paris IV-Sorbonne tätig. Zugleich war sie Koordinatorin des Lektorenprogramms Frankreich in der DAAD-Außenstelle in Paris. Nach einem weiteren Jahr als Universitätsassistentin an der Wirtschaftsuniversität Wien nahm sie 2011 den Ruf auf eine Professur für Romanische Sprachen (Schwerpunkt Wirtschaftsfranzösisch) an der Westsächsischen Hochschule Zwickau an.
Zu ihren Forschungsschwerpunkten zählen u. a. Wirtschaftskommunikation, interkulturelle Kommunikation, die Kommunikation in sozialen Netzwerken (Twitter) und die Auswertung eines mehrsprachigen SMS-Korpus.

## Schriften (Auswahl)
- Bild und Sprache in der Werbung: die formale und inhaltliche Konnexion von verbalem und visuellem Teiltext in der französischen Anzeigenwerbung der Gegenwart. Frankfurt am Main 2005.
- (zusammen mit Stephanie Schwerter) Défis et enjeux de la médiation interculturelle: perspectives plurilingues et transdisciplinaires. Frankfurt am Main 2012.
- (als Herausgeberin) Von der Zeitung zur Twitterdämmerung : Medientextsorten und neue Kommunikationsformen im deutsch-französischen Vergleich. Berlin 2014.
- (zusammen mit Tilman Schröder und Ramona Schröpf) Kommunikative Handlungsmuster im Wandel? : Chats, Foren und Dienste des Web 2.0 im deutsch-spanischen Vergleich. Frankfurt am Main 2015.